# Spetsmönstret

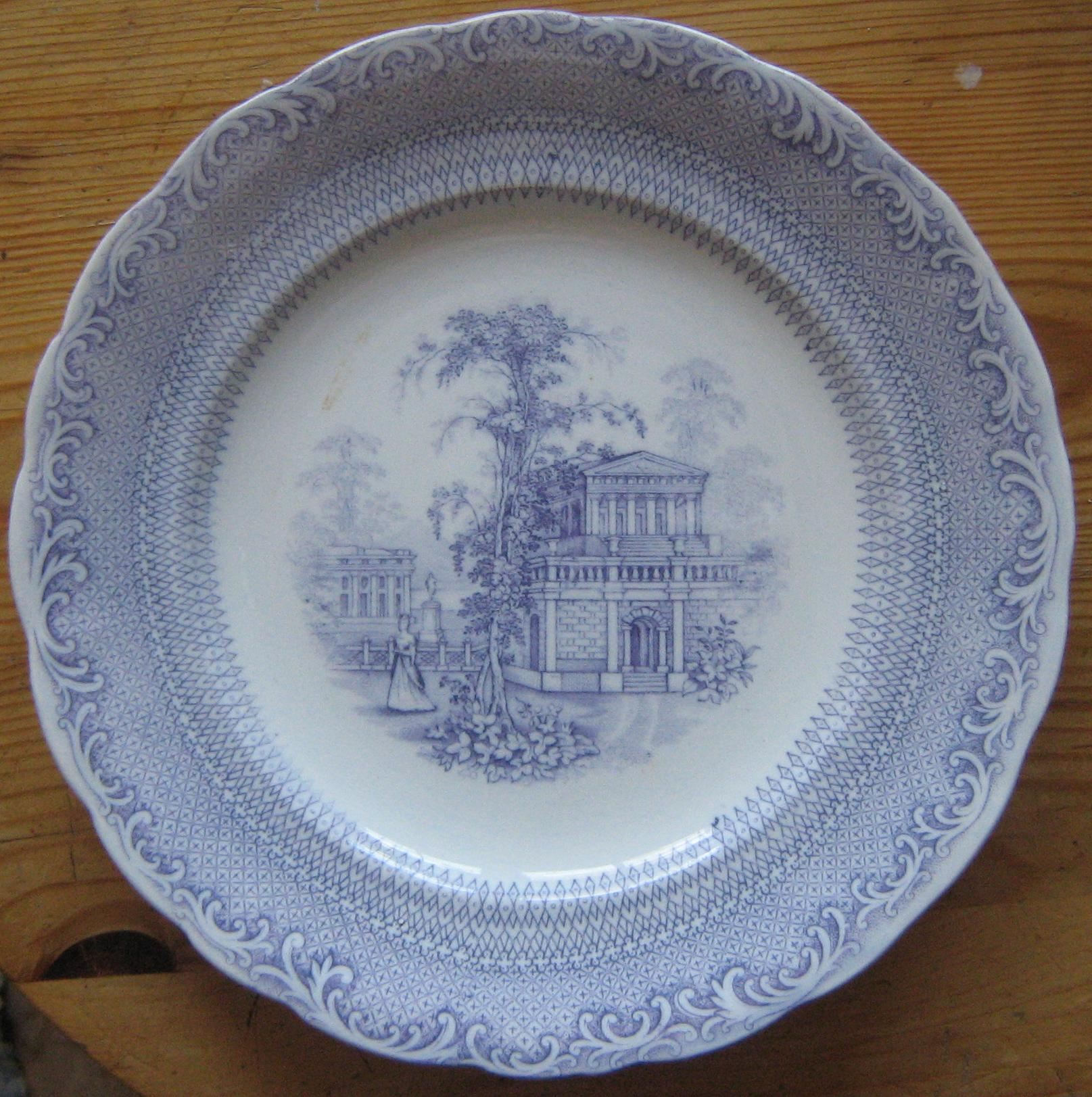
Spetsmöntret, lila tryck.

Spetsmönstret, även kallad Gamla spetsmönstret, var en servis tillverkad vid Rörstrands porslinsfabrik omkring 1845–1934.
Med sina närmare 90 år i produktion hör den till de mest långlivade och mest populära. Servisen tillverkades i flintgods med tryckt dekor i lila, under en period 1866–68 även i blått. Centralmotivet, alltid med antika byggnader omgivna av träd, varierade dock sitt utseende något under de decennier servisen var i produktion, men bården förblev densamma.